# Paços de Vilharigues
Paços de Vilharigues és una antiga freguesia portuguesa del municipi de Vouzela, amb 8,37 km² d'àrea. La densitat de població n'era de 78,0 h/km².
Situada a una altitud mitjana de 430 m, al vessant nord-oest de la serra de Caramulo, a 4 km de la seu del municipi i confrontant al nord amb Vouzela, al sud amb Cambra, a l'est amb Ventosa i a l'oest amb Sâo Vicente de Lafões, Paços de Vilharigues té 709 habitants, distribuïts a les poblacions d'Ameixas, Paços, Touça i Vilharigues.
De la presència humana per aquests paratges, trobem testimoniatges preservat.
L'eliminaren al 2011, i fou agregada a la Unió de Freguesies de Vouzela i Paços de Vilharigues.

## Població
| População da freguesia de Paços de Vilharigues | População da freguesia de Paços de Vilharigues | População da freguesia de Paços de Vilharigues | População da freguesia de Paços de Vilharigues | População da freguesia de Paços de Vilharigues | População da freguesia de Paços de Vilharigues | População da freguesia de Paços de Vilharigues | População da freguesia de Paços de Vilharigues | População da freguesia de Paços de Vilharigues | População da freguesia de Paços de Vilharigues | População da freguesia de Paços de Vilharigues | População da freguesia de Paços de Vilharigues | População da freguesia de Paços de Vilharigues | População da freguesia de Paços de Vilharigues | População da freguesia de Paços de Vilharigues |
| ---------------------------------------------- | ---------------------------------------------- | ---------------------------------------------- | ---------------------------------------------- | ---------------------------------------------- | ---------------------------------------------- | ---------------------------------------------- | ---------------------------------------------- | ---------------------------------------------- | ---------------------------------------------- | ---------------------------------------------- | ---------------------------------------------- | ---------------------------------------------- | ---------------------------------------------- | ---------------------------------------------- |
| 1864                                           | 1878                                           | 1890                                           | 1900                                           | 1911                                           | 1920                                           | 1930                                           | 1940                                           | 1950                                           | 1960                                           | 1970                                           | 1981                                           | 1991                                           | 2001                                           | 2011                                           |
| 713                                            | 766                                            | 789                                            | 724                                            | 755                                            | 725                                            | 732                                            | 727                                            | 682                                            | 650                                            | 683                                            | 720                                            | 709                                            | 653                                            | 647                                            |

## Patrimoni històric

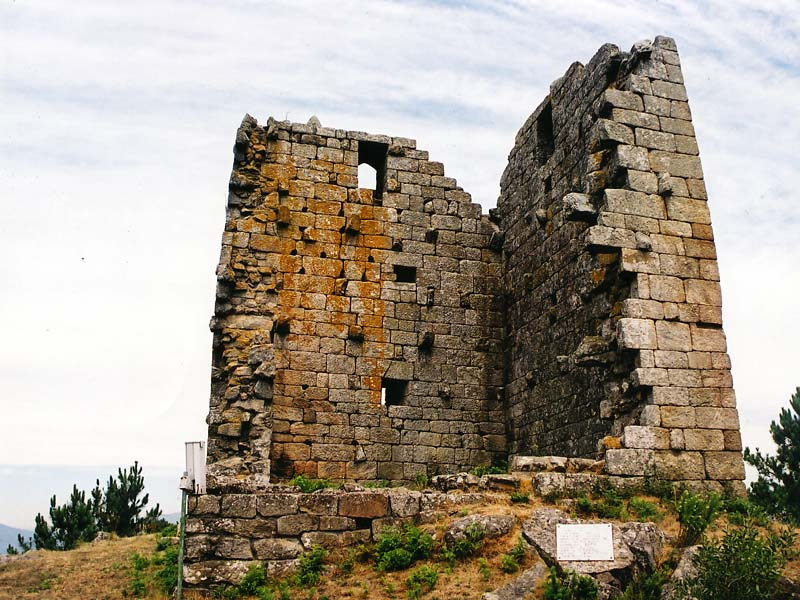
Torre medieval de Paços de Vilharigues

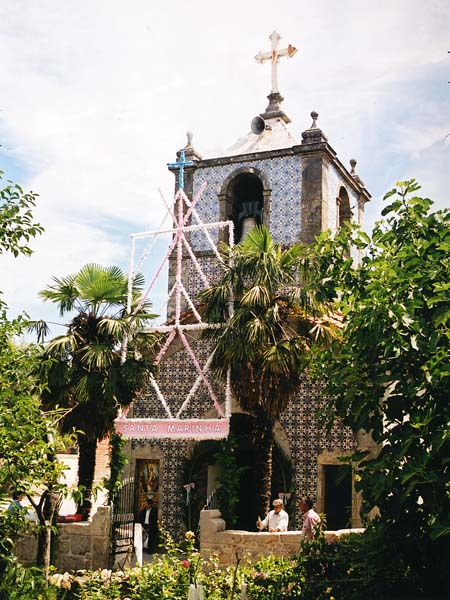
Església parroquial de Paços de Vilharigues

Castro del Cabeço es troba al llogaret que té el mateix nom. Els vestigis d'aquest poblat mostren que era de gran dimensió, envoltat de diverses muralles (de 3 a 5), que protegien nuclis residencials compostos per cases de plantes circular i quadrangular. Difosos per tota zona, es troben fragments ceràmics que demostren l'ocupació tardana (romana) d'aquest poble.
Al sud-est, existeix una vall que sembla de factura humana amb la finalitat de defensa. El Dr. Joâo Inês Vaz i d'altres, en la Ruta Arqueològica de la Regió Dâo/Lafões refereixen que aquest castre “dominava totalment la via romana que venia de Vouzela”. Els mateixos autors també es refereixen a una mámoa que hi ha al costat d'aquesta via, a l'eixida de Vilharigues, “amb 14 metres de diàmetre i fossa”.
També hi ha un nucli de sepultures paleocristianes (antropomòrfiques) a Lamas, localitat limítrofa de la població de Paços. Dues d'aquestes sepultures es troben encara en relatiu bon estat de conservació; l'altra està molt danyada per treballs de pedrera realitzats a l'indret.
També s'hi troba una torre medieval (Torre de Vilharigues) al cim d'un pujol, a Vilharigues. Al costat de la torre, hi ha la Capella de Sant Amaro.
Al llogaret d'Ameixas hi ha una capella dedicada a l'apòstol sant Pere.
Hi ha petos de ánimas (alminhas) a la vora dels vells camins que duen a l'església parroquial de Paços de Vilharigues, que acull la patrona de l'antiga freguesia, Santa Marina. Segons la tradició, canvià almenys dues vegades de localització: del llogaret de Santa Marina al d'Igreja Velha i, finalment, al de Senra, a la població de la Touça, on hui es troba, en bon estat de conservació, a causa de minucioses obres de restauració.